# Coxsackie-Virus
Bei den Coxsackie-Viren handelt es sich um unbehüllte Einzel(+)-Strang-RNA-Viren [ss(+)RNA] der Gattung Enterovirus und Familie Picornaviridae mit den Stämmen A (CVA, HCV-A oder CV-A), B (CVB) und C (CVC), die jeweils verschiedenen Virusspezies, nämlich dem Humanen Enterovirus A, B bzw. C, dieser Gattung zugeordnet sind. Die Coxsackie-Viren rufen vor allem Erkältungen, virale Meningitis und Myokarditis hervor. Diese Viren wurden nach dem Ort Coxsackie bei New York benannt, wo sie 1948 erstmals von Gilbert Dalldorf in Zusammenarbeit mit seiner Mitarbeiterin Grace Sickles identifiziert wurden.

## Merkmale
Zu diesen Erregern gehören u. a. die Coxsackie-Viren A2 bis A8, A10, A12, A14, A16 (Humanes Enterovirus A), die Coxsackie-Viren B1 bis B6 (Humanes Enterovirus B) und die Coxsackie-Viren A1, A11, A13, A17, A19, A20, A21, A22 und A24 (Humanes Enterovirus B, früher zu A gestellt). Der Mensch stellt für diese Viren einen Reservoirwirt dar, an den die Erreger bereits stark angepasst sind. Deshalb zeigen die von diesen Erregern ausgelösten Erkrankungen auch bei vorgeschädigten Menschen nur eine geringe Letalität.

## Verbreitung
Die Erreger kommen weltweit vor. So trat 1997 auch in Malaysia eine Epidemie mit dem Coxsackie-Virus auf, bei der in drei Monaten insgesamt 30 Kinder starben.
Die Erreger hatten im April 2002 in Griechenland zur Schließung aller Schulen geführt. Wie die Aristoteles-Universität in Thessaloniki berichtete, haben sich damals insgesamt 46 Kinder und Erwachsene infiziert, von denen drei starben. Bei dem Erreger dieser Epidemie handelte es sich um den so genannten B-Stamm des Virus, der bei den Betroffenen unter anderem eine Herzmuskelentzündung (Myokarditis) ausgelöst hatte.

## Übertragung
Menschen infizieren sich in der Regel über verunreinigte Nahrung und Wasser sowie – ähnlich wie bei Grippe-Viren – per Tröpfcheninfektion, d. h. direktes Einatmen von Exspirationströpfchen (Ausatmungströpfchen) infizierter Personen, oder über Kontaktinfektion beziehungsweise Schmierinfektion mit den Viren der auf Gegenständen oder Körperoberflächen niedergegangenen infektiösen Exspirationströpfchen, wenn sie anschließend über die Schleimhäute z. B. in Mund, Nase oder Augen in den Körper gelangen.
Eine diaplazentare Übertragung ist möglich.

## Ausgelöste Erkrankungen
Coxsackie-Virus-Infektionen können neben Grippe-ähnlichen Symptomen auch in seltenen Fällen zu Hirnhautentzündung (Meningitis) und – wie in Griechenland 2002 – zu Herzmuskelentzündungen (Myokarditis) führen.
Das Coxsackie-Virus kann außerdem die sogenannte Hand-Fuß-Mund-Krankheit verursachen. Das ist eine epidemische Erkrankung mit Bläschenbildung und Ulzerationen. Die Inkubationszeit beträgt vier bis acht Tage. Überwiegend sind Kinder unter 10 Jahren betroffen. Als Krankheitsanzeichen treten Bläschen auf, welche meist an Händen und Füßen zu finden sind, oder gelegentlich ein knötchenförmiger (papulöser) Ausschlag am Oberschenkel und Aphthen im Mund. Coxsackie-Viren können je nach Serotyp aber auch eine Meningitis, Herpangina,  Enzephalitis, Perikarditis, Hepatitis u. a. auslösen.
Des Weiteren können Infektionen mit Coxsackie-Viren, vor allem in den Sommermonaten, zu akuten Durchfallerkrankungen (Sommerdiarrhoe) führen.
Das Coxsackie-Virus B wird außerdem in Verbindung gebracht mit der Pathogenese des Diabetes mellitus Typ 1. Vermuteter Mechanismus dabei ist molekulare Mimikry zwischen der Glutamatdecarboxylase und dem Virusprotein P2-C. Die sogenannte Bornholm-Erkrankung (engl.: devil’s grip) wird ebenfalls durch Coxsackie-Viren der Gruppe B ausgelöst. Siehe: epidemische Pleurodynie.